# Youngwood
Youngwood est un borough situé au centre du comté de Westmoreland, en Pennsylvanie, aux États-Unis,. En 2010, il comptait une population de 3 050 habitants, estimée au 1er juillet 2020 à 3 009 habitants. Le borough est fondé en 1899 et incorporé le 10 novembre 1902.

## Démographie
Lors du recensement de 2010, le borough comptait une population de 3 050 habitants. Elle est estimée, en 2020, à 3 009 habitants.